# Raymond Asquith

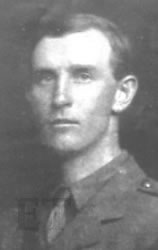
Lieutenant Raymond Asquith, um 1914

Raymond Asquith (* 6. November 1878 in London; † 15. September 1916 gefallen in der Schlacht an der Somme) war ein britischer Rechtsanwalt (Barrister-of-Law).

## Leben
Raymond Asquith war der älteste Sohn des Politikers der Liberalen Partei und späteren Premierminister Herbert Henry Asquith, 1. Earl of Oxford and Asquith (1852–1928) und seiner ersten Ehefrau Helen Kelsall Melland († 1891), Tochter von Dr. Frederick Melland und Ann Heap Kelsall. Asquith besuchte das Winchester College und gewann 1896 ein Stipendium am Balliol College der Universität Oxford. Nach dem Studium, das er mit hervorragenden Noten und als Vorsitzender einer einflussreichen Studentenvereinigung abschloss, wurde er Rechtsanwalt und erhielt 1904 am Inner Temple seine Gerichtszulassung.

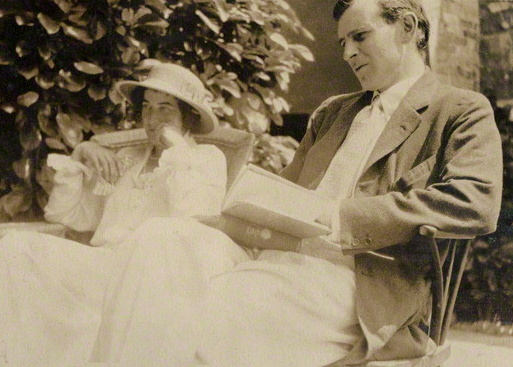
Ottoline Morrell: Raymond Asquith mit seiner Frau, 1913

Am 25. Juli 1907 heiratete er Lady Katharine Frances Horner (1885–1976), Tochter von Sir John Francis Fortescue Horner und Frances Graham. Aus der Ehe, die allen Berichten zufolge glücklich war, gingen drei Kinder hervor:
- Lady Helen Frances (1908–2000), unverheiratet;
- Lady Perdita Rose Mary (1910–1996) ⚭ 1931 William George Hervey Jolliffe, 4. Baron Hylton;
- Edward Julian George, 2. Earl of Oxford and Asquith (1916–2011) ⚭ 1947 Anne Mary Celestine Palairet.

Asquith war Junior-Berater im Nordatlantik Fischerei Schiedsgericht in Den Haag und im Untersuchungsausschuss zum Untergang der Titanic, welcher vom 2. Mai 1912 bis zum 3. Juli 1912 in New York City tagte und 97 Zeugen vernahm. Er gehörte auch der Corrupt Coterie, einer einflussreichen Gruppe von jungen englischen Aristokraten und Intellektuellen der 1910er Jahre, an. Asquith galt als potenzieller Kandidat für die Liberal Party in Derby, als der Erste Weltkrieg ausbrach. Im Krieg diente er als Lieutenant der Grenadier Guards in der British Army und fiel 1916 in der Schlacht an der Somme.